# Ahhotep II
Ahhotep II var en drottning (Stor kunglig hustru) under Egyptens artonde dynasti.
Hon var gift med farao Kamose. Det har historiskt rått viss förvirring kring hennes identitet, och hon har sammanblandats med Ahhotep I. Inte mycket är känt om henne, men det är bekräftat att hon innehade titeln och positionen som drottning. 